# Unione Sportiva Sassuolo Calcio 2019-2020 (femminile)
Questa voce raccoglie le informazioni riguardanti la sezione femminile dell'Unione Sportiva Sassuolo Calcio nelle competizioni ufficiali della stagione 2019-2020.

## Stagione
A seguito dello svilupparsi della pandemia di COVID-19 che ha colpito l'Italia dal mese di febbraio, il 10 marzo 2020, quando erano state giocate sedici giornate di campionato, venne comunicata dalla FIGC una prima sospensione di tutte le attività agonistiche fino al 3 aprile successivo, conseguentemente a quanto disposto dal Governo per decreto ministeriale. Seguirono una serie di proroghe della sospensione delle attività agonistiche, finché l'8 giugno 2020 venne comunicata la sospensione definitiva del campionato di Serie A. La classifica finale è stata definitiva sulla base della classifica al momento della sospensione definitiva del campionato, alla quale sono stati applicati dei criteri correttivi: il Sassuolo ha così concluso il campionato di Serie A al sesto posto con 29,857 punti finali.

## Organigramma societario
Dati estratti dal sito ufficiale.
Area amministrativa
- Presidente: Betty Vignotto
- Vice Presidente: Massimo Menighetti
- Segretario e Responsabile Settore Giovanile: Maria Grazia Azzolini
- Consigliere: Fabrizio Nicolini
- Consigliere: Samantha Dolci
- Consigliere: Gabriella Gherardi
- Consigliere: Gloria Bimbi
- Consigliere: Anna Girgenti

Area tecnica
- Allenatore: Gianpiero Piovani
- Assistente tecnico: Samantha Dolci
- Preparatore portieri: Raffaele Nuzzo
- Preparatore atletico: Matteo Benassi
- Collaboratore: Gabriella Gherardi
- Collaboratore: Anna Girgenti
- Collaboratore: Gloria Bimbi

## Rosa
Rosa e numeri come da sito ufficiale.
| N. |                        | Ruolo | Calciatrice           |
| -- | ---------------------- | ----- | --------------------- |
| 1  | Belgio (bandiera)      | P     | Diede Lemey           |
| 2  | Stati Uniti (bandiera) | D     | Grace Cutler          |
| 3  | Svezia (bandiera)      | D     | Anna Julia Molin      |
| 4  | Belgio (bandiera)      | D     | Heleen Jaques         |
| 6  | Paesi Bassi (bandiera) | D     | Sofieke Jansen        |
| 7  | Romania (bandiera)     | C     | Adina Giurgiu         |
| 8  | Italia (bandiera)      | C     | Giada Pondini         |
| 9  | Italia (bandiera)      | A     | Daniela Sabatino      |
| 10 | Italia (bandiera)      | A     | Danila Zazzera        |
| 11 | Italia (bandiera)      | A     | Valeria Monterubbiano |
| 13 | Italia (bandiera)      | C     | Emma Errico           |
| 15 | Italia (bandiera)      | A     | Luisa Pugnali         |
| 17 | Italia (bandiera)      | C     | Camilla Labate        |

| N. |                      | Ruolo | Calciatrice           |
| -- | -------------------- | ----- | --------------------- |
| 20 | Italia (bandiera)    | A     | Benedetta Orsi        |
| 21 | Italia (bandiera)    | C     | Martina Tomaselli     |
| 22 | Italia (bandiera)    | A     | Claudia Ferrato       |
| 24 | Italia (bandiera)    | A     | Teresa Fracas         |
| 26 | Rep. Ceca (bandiera) | C     | Michaela Dubcová      |
| 27 | Italia (bandiera)    | D     | Erika Santoro         |
| 28 | Italia (bandiera)    | C     | Silvia Zanni          |
| 36 | Italia (bandiera)    | A     | Michela Cambiaghi     |
| 48 | Rep. Ceca (bandiera) | C     | Kamila Dubcová        |
| 71 | Italia (bandiera)    | D     | Martina Lenzini       |
| 73 | Italia (bandiera)    | P     | Nicole Lauria         |
| 85 | Italia (bandiera)    | D     | Maria Luisa Filangeri |
| 99 | Italia (bandiera)    | A     | Veronica Battelani    |

## Calciomercato

### Sessione estiva
| Acquisti | Acquisti              | Acquisti                 | Acquisti         |
| R.       | Nome                  | da                       | Modalità         |
| -------- | --------------------- | ------------------------ | ---------------- |
| P        | Diede Lemey           | Mozzanica                | svincolata       |
| P        | Nicole Lauria         | Bologna                  | definitivo       |
| D        | Grace Cutler          | West Virginia University | definitivo       |
| D        | Maria Luisa Filangeri | Florentia                | definitivo       |
| D        | Heleen Jaques         | Fiorentina               | definitivo       |
| D        | Martina Lenzini       | Juventus                 | rinnovo prestito |
| D        | Anna Julia Molin      | Verona                   | definitivo       |
| D        | Erika Santoro         | Pink Sport Time          | definitivo       |
| C        | Kamila Dubcová        | Slavia Praga             | definitivo       |
| C        | Michaela Dubcová      | Slavia Praga             | definitivo       |
| C        | Sofieke Jansen        | Ternana C5               | definitivo       |
| C        | Camilla Labate        | Roma                     | definitivo       |
| A        | Emma Errico           | Tavagnacco               | definitivo       |
| A        | Luisa Pugnali         | Roma                     | definitivo       |
| A        | Daniela Sabatino      | Milan                    | svincolata       |
| A        | Danila Zazzera        | Fiorentina               | prestito         |

| Cessioni | Cessioni               | Cessioni         | Cessioni   |
| R.       | Nome                   | a                | Modalità   |
| -------- | ---------------------- | ---------------- | ---------- |
| P        | Sabrina Tasselli       | Juventus         | definitivo |
| P        | Gaëlle Thalmann        | Servette Chênois | definitivo |
| D        | Giulia Bursi           | Florentia S.G.   | definitivo |
| D        | Gloria Giatras Zoi     | Empoli           | definitivo |
| D        | Elisabetta Oliviero    | Napoli           | definitivo |
| D        | Tecla Pettenuzzo       | Roma             | definitivo |
| C        | Katarzyna Daleszczyk   | Czarni Sosnowiec | definitivo |
| C        | Benedetta Brignoli     | Tavagnacco       | definitivo |
| A        | Francesca Imprezzabile | Florentia S.G.   | definitivo |

## Risultati

### Serie A

#### Girone di andata
| Arbitro: | Barbiero (Campobasso) |

|                          |           |                                      |
| Luijks 15’ Carp 67’, 68’ | Marcatori | 43’ Sabatino 48’ Cambiaghi 76’ Zanni |

| Arbitro: | Silvera (Valdarno) |

|              |           |                                   |
| Sabatino 82’ | Marcatori | 45’ Aluko 75’, 78’ (rig.) Girelli |

| Arbitro: | Lovison (Padova) |

|  |           |              |
|  | Marcatori | 11’ Sabatino |

| Arbitro: | Castellone (Napoli) |

|               |           |                                |
| Cambiaghi 80’ | Marcatori | 88’ Bonetti 90+3’ Arnth Jensen |

| Arbitro: | Andreano (Prato) |

|                        |           |                   |
| Eržen 20’ Bernauer 54’ | Marcatori | 70’ (aut.) Ceasar |

| Arbitro: | De Capua (Nola) |

|                             |           |  |
| K. Dubcová 48’ Sabatino 57’ | Marcatori |  |

| Arbitro: | Longo (Cuneo) |

|           |           |  |
| Žigić 60’ | Marcatori |  |

| Arbitro: | Russo (Torre Annunziata) |

|             |           |  |
| Pugnali 14’ | Marcatori |  |

| Arbitro: | Di Francesco (Ostia Lido) |

|                                      |           |  |
| Sabatino 66’ Pugnali 79’ Pondini 81’ | Marcatori |  |

| Arbitro: | Lipizer (Verona) |

|                       |           |                            |
| Acuti 15’ Cinotti 64’ | Marcatori | 77’ (rig.), 90+2’ Sabatino |

| Arbitro: | Finzi (Foligno) |

|                                    |           |             |
| Ferrato 38’, 45’, 50’ Sabatino 86’ | Marcatori | 49’ Cantore |

#### Girone di ritorno
| Arbitro: | Cadirola (Milano) |

|                               |           |  |
| Monterubbiano 2’ Sabatino 85’ | Marcatori |  |

| Arbitro: | Vergaro (Bari) |

|                                |           |              |
| Girelli 10’ Junge Pedersen 66’ | Marcatori | 88’ Sabatino |

| Arbitro: | Faraon (Conegliano) |

|                                                                     |           |  |
| Sabatino 4’, 90+2’ (rig.) Molin 53’ Ferrato 68’, 79’ M. Dubcová 74’ | Marcatori |  |

| Arbitro: | Grasso (Ariano Irpino) |

|                         |           |               |
| Guagni 6’ Thøgersen 77’ | Marcatori | 9’ K. Dubcová |

| Arbitro: | Rinaldi (Bassano del Grappa) |

|  |           |               |
|  | Marcatori | 4’ Bonfantini |

| Tavagnacco 21 marzo 2020, ore 14:30 CET 17ª giornata | Tavagnacco | – Annullata | Sassuolo | Stadio comunale |

| Sassuolo 28 marzo 2020, ore 14:30 CET 18ª giornata | Sassuolo | – Annullata | Milan | Stadio Enzo Ricci |

| Solbiate Arno 18 aprile 2020, ore 15:00 CEST 19ª giornata | Inter | – Annullata | Sassuolo | Stadio Felice Chinetti |

| San Gimignano 25 aprile 2020, ore 15:00 CEST 20ª giornata | Florentia S.G. | – Annullata | Sassuolo | Stadio Santa Lucia |

| Sassuolo 9 maggio 2020, ore 15:00 CEST 21ª giornata | Sassuolo | – Annullata | Empoli | Stadio Enzo Ricci |

| Verona 16 maggio 2020, ore 15:00 CEST 22ª giornata | Verona | – Annullata | Sassuolo | Stadio Aldo Olivieri |

### Coppa Italia

#### Fase finale
| Arbitro: | Romaniello (Napoli) |

|  |           |                                         |
|  | Marcatori | 11’, 34’, 81’ Ferrato 24’, 37’ Sabatino |

| Arbitro: | Taricone (Perugia) |

|                      |           |                       |
| Nilsson 8’ Dupuy 21’ | Marcatori | 90+4’ (rig.) Sabatino |

| Sassuolo 26 febbraio 2020, ore CET Quarti di finale - ritorno | Sassuolo | – Annullata | Florentia S.G. | Stadio Enzo Ricci |

## Statistiche

### Statistiche di squadra
| Competizione | Punti       | In casa | In casa | In casa | In casa | In casa | In casa | In trasferta | In trasferta | In trasferta | In trasferta | In trasferta | In trasferta | Totale | Totale | Totale | Totale | Totale | Totale | DR  |
| Competizione | Punti       | G       | V       | N       | P       | Gf      | Gs      | G            | V            | N            | P            | Gf           | Gs           | G      | V      | N      | P      | Gf     | Gs     | DR  |
| ------------ | ----------- | ------- | ------- | ------- | ------- | ------- | ------- | ------------ | ------------ | ------------ | ------------ | ------------ | ------------ | ------ | ------ | ------ | ------ | ------ | ------ | --- |
| Serie A      | 23 (29,857) | 9       | 6       | 0       | 3       | 20      | 7       | 7            | 1            | 2            | 4            | 9            | 12           | 16     | 7      | 2      | 7      | 29     | 19     | +10 |
| Coppa Italia | -           | 0       | 0       | 0       | 0       | 0       | 0       | 2            | 1            | 0            | 1            | 6            | 2            | 2      | 1      | 0      | 1      | 6      | 2      | +4  |
| Totale       | -           | 9       | 6       | 0       | 3       | 20      | 7       | 9            | 2            | 2            | 5            | 15           | 14           | 18     | 8      | 2      | 8      | 35     | 21     | +14 |

### Andamento in campionato
| Giornata  | 1 | 2 | 3 | 4 | 5 | 6 | 7 | 8 | 9 | 10 | 11 | 12 | 13 | 14 | 15 | 16 | 17 | 18 | 19 | 20 | 21 | 22 |
| --------- | - | - | - | - | - | - | - | - | - | -- | -- | -- | -- | -- | -- | -- | -- | -- | -- | -- | -- | -- |
| Luogo     | T | C | T | C | T | C | T | C | C | T  | C  | C  | T  | C  | T  | C  | T  | C  | T  | T  | C  | T  |
| Risultato | N | P | V | P | P | V | P | V | V | N  | V  | V  | P  | V  | P  | P  | -  | -  | -  | -  | -  | -  |
| Posizione | 4 | 8 | 6 | 6 | 9 | 8 | 8 | 8 | 5 | 5  | 5  | 5  | 5  | 5  | 5  | 6  | -  | -  | -  | -  | -  | -  |

Legenda:

Luogo: C = Casa; T = Trasferta. Risultato: V = Vittoria; N = Pareggio; P = Sconfitta.

### Statistiche delle giocatrici
| Giocatore        | Serie A  | Serie A | Serie A     | Serie A    | Coppa Italia | Coppa Italia | Coppa Italia | Coppa Italia | Totale   | Totale | Totale      | Totale     |
| Giocatore        | Presenze | Reti    | Ammonizioni | Espulsioni | Presenze     | Reti         | Ammonizioni  | Espulsioni   | Presenze | Reti   | Ammonizioni | Espulsioni |
| ---------------- | -------- | ------- | ----------- | ---------- | ------------ | ------------ | ------------ | ------------ | -------- | ------ | ----------- | ---------- |
| V. Battelani     | 2        | 0       | 0           | 0          | -            | -            | -            | -            | 2        | 0      | 0           | 0          |
| M. Cambiaghi     | 7        | 2       | 1           | 0          | -            | -            | -            | -            | 7        | 2      | 1           | 0          |
| G. Cutler        | 13       | 0       | 3           | 0          | 1            | 0            | 0            | 0            | 14       | 0      | 3           | 0          |
| K. Dubcová       | 16       | 2       | 1           | 0          | 2            | 0            | 0            | 0            | 18       | 2      | 1           | 0          |
| M. Dubcová       | 12       | 1       | 1           | 0          | 2            | 0            | 0            | 0            | 14       | 1      | 1           | 0          |
| E. Errico        | 10       | 0       | 2           | 0          | 1            | 0            | 0            | 0            | 11       | 0      | 2           | 0          |
| C. Ferrato       | 14       | 5       | 0           | 0          | 2            | 3            | 0            | 0            | 16       | 8      | 0           | 0          |
| M.L. Filangeri   | 16       | 0       | 1           | 0          | 1            | 0            | 0            | 0            | 17       | 0      | 1           | 0          |
| T. Fracas        | 0        | 0       | 0           | 0          | -            | -            | -            | -            | 0        | 0      | 0           | 0          |
| A. Giurgiu       | -        | -       | -           | -          | -            | -            | -            | -            | -        | -      | -           | -          |
| H. Jaques        | 2        | 0       | 1           | 0          | 1            | 0            | 0            | 0            | 3        | 0      | 1           | 0          |
| S. Jansen        | 5        | 0       | 0           | 0          | 1            | 0            | 0            | 0            | 6        | 0      | 0           | 0          |
| C. Labate        | 3        | 0       | 0           | 0          | 2            | 0            | 0            | 0            | 5        | 0      | 0           | 0          |
| N. Lauria        | 0        | 0       | 0           | 0          | 2            | -2           | 0            | 0            | 2        | -2     | 0           | 0          |
| D. Lemey         | 16       | -19     | 0           | 0          | 0            | 0            | 0            | 0            | 16       | -19    | 0           | 0          |
| M. Lenzini       | 15       | 0       | 1           | 0          | 1            | 0            | 0            | 0            | 16       | 0      | 1           | 0          |
| J. Molin         | 15       | 1       | 1           | 0          | 2            | 0            | 0            | 0            | 17       | 1      | 1           | 0          |
| V. Monterubbiano | 14       | 1       | 1           | 0          | 2            | 0            | 1            | 0            | 16       | 1      | 2           | 0          |
| B. Orsi          | 13       | 0       | 0           | 0          | 1            | 0            | 0            | 0            | 14       | 0      | 0           | 0          |
| G. Pondini       | 9        | 1       | 0           | 0          | 1            | 0            | 0            | 0            | 10       | 1      | 0           | 0          |
| L. Pugnali       | 13       | 2       | 0           | 0          | 0            | 0            | 0            | 0            | 13       | 2      | 0           | 0          |
| D. Sabatino      | 16       | 12      | 0           | 0          | 2            | 3            | 0            | 0            | 18       | 15     | 0           | 0          |
| E. Santoro       | 4        | 0       | 0           | 0          | 0            | 0            | 0            | 0            | 4        | 0      | 0           | 0          |
| M. Tomaselli     | 3        | 0       | 0           | 0          | 1            | 0            | 0            | 0            | 4        | 0      | 0           | 0          |
| S. Zanni         | 3        | 1       | 0           | 0          | 1            | 0            | 0            | 0            | 4        | 1      | 0           | 0          |
| D. Zazzera       | 1        | 0       | 0           | 0          | 2            | 0            | 0            | 0            | 3        | 0      | 0           | 0          |